# Rafael Herrera
Rafael Herrera Lemus (nacido el 7 de enero de 1945 en Huáscato , Jalisco) es un exboxeador de México. Ha ganado títulos mundiales en la división de peso gallo.

## Primeros años
Nació un 7 de enero de 1945 en el pueblo de Huáscato, municipio de Degollado Jalisco México. Fue vecino de los toreros Eduardo y Jesús Solórzano, propietarios de La Hacienda en los años 50’s,  sin embargo a él no le dio por los toros ya que originalmente fue seminarista en su adolescencia y ya radicando en la capital, en la década de los 60 estaba seguro de que podría ser una figura del fútbol siguiendo los pasos de su hermano Jesús Herrera, quien jugó en los equipos Veracruz de la segunda división profesional y El Atlante, entre otros equipos profesionales. Jugaba de mediocampista pero pudo más el boxeo que el balón. Rafael Herrera tuvo la fortuna de llegar a la vida del mánager Jesús Cuate Pérez, “Chucho Cuate”, quien se había hecho una celebridad porque se trató ni más ni menos que en el descubridor de Ricardo “Pajarito” Moreno, que aunque no llegó a ceñirse un cinturón mundial, se convirtió en un ídolo de dimensiones colosales.

## Debut
El 20 de marzo de 1963 en la arena Coliseo de la Ciudad de México, le ganó por decisión en cuatro asaltos a Guillermo González.

## Carrera profesional
El 19 de marzo de 1972, en el ya desaparecido Toreo de Cuatro Caminos, noqueó en ocho asaltos a Rubén “Púas” Oliveras y se quedó con los títulos gallo de la Asociación Mundial de Boxeo y del Consejo Mundial de Boxeo. La segunda ocasión que ganó el título gallo del CMB fue el 14 de abril de 1973, en Monterrey, noqueó en 12 asaltos a Rodolfo Martínez.

## Cine
Aparece en la película mexicana "Nosotros los Feos" en 1973 del director Ismael Rodríguez, junto a Ruben 'El Púas' Olivares, Octavio Gómez 'Famoso' y Raúl Macías, así como en "Llanto, risas y nocaut" en 1974 de Julio Aldama.

## Legado
Sus logros como boxeador profesional son innumerables, dos veces campeón mundial gallo del Consejo Mundial de Boxeo, 61 peleas, de las cuales ganó 48, perdió 9 y empató cuatro, sus inolvidables combates ante Rubén “Púas” Olivares, Rodolfo Martínez y Romeo Anaya, son algunas de las cosas que hacen a Rafael Herrera uno de los grandes del boxeo mexicano.[cita requerida]
Actualmente desempeña el cargo de  Presidente de la Comisión de Box del Distrito Federal.